# Campanula tomentosa
Campanula tomentosa är en klockväxtart som beskrevs av Jean-Baptiste de Lamarck. Campanula tomentosa ingår i släktet blåklockor, och familjen klockväxter. Inga underarter finns listade i Catalogue of Life.

## Bildgalleri

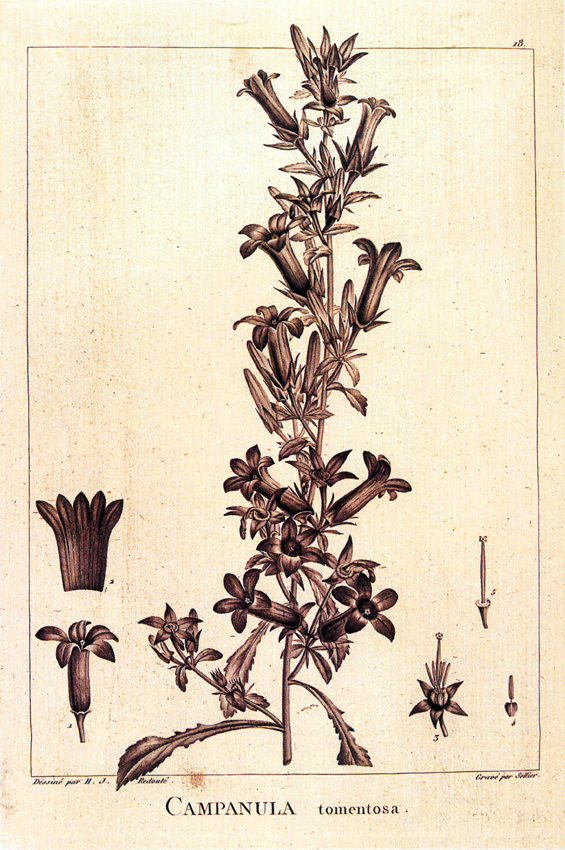
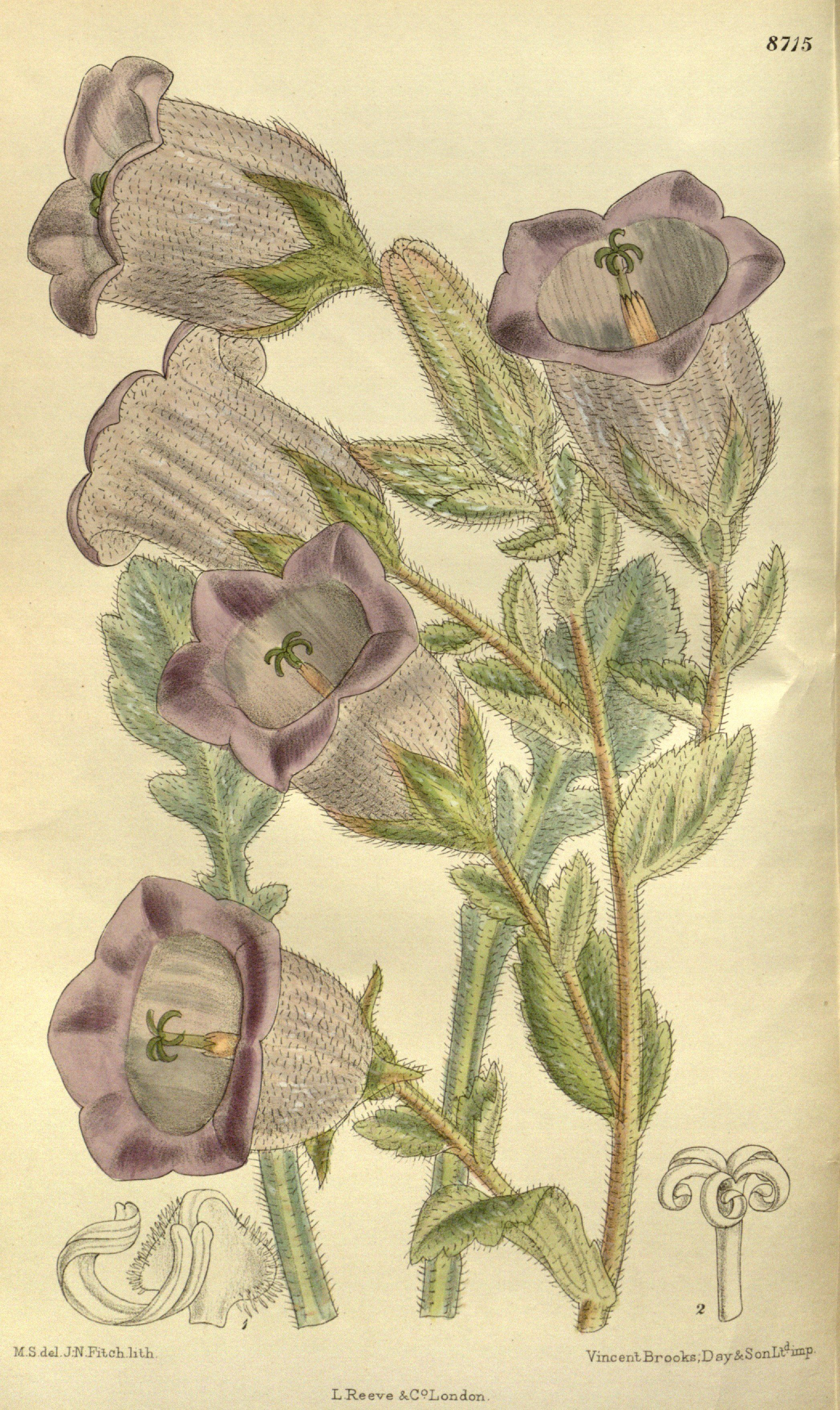